# 郭伟阳
郭伟阳（1988年12月19日—），云南玉溪人，中國國家體操隊運動員，全能選手。现代表辽宁队参加国内各项比赛，是辽宁队第一位体操奥运冠军，也是第一位云南籍的体操世界冠军。

## 成長環境
郭偉陽籍貫廣東汕頭，父親是汕頭市司馬浦鎮人，80年代到雲南玉溪經商。1993年入選玉溪市少體校，1994年入選省少體校，1998年入選省體操隊，2001年2月進入國家體操隊。

## 運動生涯
在2010至2012年，郭偉陽連續三年奪得全國體操錦標賽男子全能冠軍。
2012年在奥运会體操男子團體比賽，顶替受伤的滕海滨，和陳一冰、張成龍、馮喆、邹凯組成中國隊獲得冠軍。